# Provincia di Hoa Binh
Hoa Binh (vietnamita: Hòa Bình) è una provincia del Vietnam, della regione di Tay Bac. Occupa una superficie di 4.595,3 km² e ha una popolazione di 854.131 abitanti. 
La capitale provinciale è Hòa Bình. 

## Distretti
Di questa provincia fanno parte una città (Hòa Bình) e i distretti di:
- Cao Phong
- Đà Bắc
- Kim Bôi
- Kỳ Sơn
- Lạc Sơn
- Lạc Thủy
- Lương Sơn
- Mai Châu
- Tân Lạc
- Yên Thủy